# Hjalgrím Elttør
Hjalgrím Elttør est un footballeur féroïen, né le 3 mars 1983 à Klaksvík. Il évolue au poste de milieu de terrain.

## Biographie
Il obtient sa première sélection avec l'équipe des îles Féroé le 10 février 2002 face à la Pologne (défaite 2-1) en amical, il remplace Jákup á Borg à la 84e minute de jeu.

## Palmarès

### Titres remportés en club
- NSÍ Runavík
  - Championnat des îles Féroé de football :
    - Vainqueur (1) : 2007

  - Supercoupe des îles Féroé de football :
    - Vainqueur (1) : 2008

### Distinctions individuelles
- KÍ Klaksvík
  - Championnat des îles Féroé de football :
    - Meilleur buteur (1) : 2003 (13 buts)